# Liste der Gesamtweltcupsieger im Rennrodeln
Diese Liste ist eine Teilliste der Liste der Weltcupsieger im Rennrodeln. Erläuterungen und Belege sind dort zu finden.

## Sieger der Weltcup-Gesamtwertung

### Gesamtweltcup

#### Gesamtweltcupsieger im Einsitzer der Frauen
| Saison    | Siegerin                      | Zweite                  | Dritte                                               |
| --------- | ----------------------------- | ----------------------- | ---------------------------------------------------- |
| 1977/78   | Regina König                  | Andrea Fendt            | Angelika Schafferer Margit Schumann Roswitha Stenzel |
| 1978/79   | Angelika Schafferer           | Maria-Luise Rainer      | Christine Brunner                                    |
| 1979/80   | Angelika Schafferer           | Bettina Schmidt         | Christine Brunner                                    |
| 1980/81   | Angelika Schafferer           | Monika Auer             | Maria-Luise Rainer                                   |
| 1981/82   | Vera Zozuļa                   | Maria-Luise Rainer      | Monika Auer                                          |
| 1982/83   | Ute Weiß                      | Ingrīda Amantova        | Melitta Sollmann                                     |
| 1983/84   | Steffi Martin Bettina Schmidt |                         | Ute Oberhoffner                                      |
| 1984/85   | Cerstin Schmidt               | Ute Oberhoffner         | Maria-Luise Rainer                                   |
| 1985/86   | Maria-Luise Rainer            | Cerstin Schmidt         | Ute Oberhoffner                                      |
| 1986/87   | Cerstin Schmidt               | Maria-Luise Rainer      | Gabriele Kohlisch Bonny Warner                       |
| 1987/88   | Julija Antipowa               | Maria-Luise Rainer      | Gabriele Kohlisch                                    |
| 1988/89   | Ute Oberhoffner               | Gerda Weißensteiner     | Julija Antipowa                                      |
| 1989/90   | Julija Antipowa               | Gerda Weißensteiner     | Jana Bode                                            |
| 1990/91   | Susi Erdmann                  | Gerda Weißensteiner     | Gabriele Kohlisch                                    |
| 1991/92   | Susi Erdmann                  | Cammy Myler             | Doris Neuner Gabriele Kohlisch                       |
| 1992/93   | Gerda Weißensteiner           | Doris Neuner            | Andrea Tagwerker                                     |
| 1993/94   | Gabriele Kohlisch             | Jana Bode               | Andrea Tagwerker Susi Erdmann                        |
| 1994/95   | Sylke Otto                    | Gabriele Kohlisch       | Jana Bode                                            |
| 1995/96   | Jana Bode                     | Gerda Weißensteiner     | Gabriele Kohlisch                                    |
| 1996/97   | Andrea Tagwerker              | Angelika Neuner         | Jana Bode                                            |
| 1997/98   | Gerda Weißensteiner           | Silke Kraushaar         | Cammy Myler                                          |
| 1998/99   | Silke Kraushaar               | Sylke Otto              | Barbara Niedernhuber                                 |
| 1999/2000 | Sylke Otto                    | Silke Kraushaar         | Barbara Niedernhuber                                 |
| 2000/01   | Silke Kraushaar               | Sylke Otto              | Angelika Neuner                                      |
| 2001/02   | Silke Kraushaar               | Sylke Otto              | Barbara Niedernhuber                                 |
| 2002/03   | Sylke Otto                    | Silke Kraushaar         | Barbara Niedernhuber                                 |
| 2003/04   | Sylke Otto                    | Silke Kraushaar         | Barbara Niedernhuber                                 |
| 2004/05   | Barbara Niedernhuber          | Silke Kraushaar         | Sylke Otto                                           |
| 2005/06   | Silke Kraushaar               | Sylke Otto              | Tatjana Hüfner                                       |
| 2006/07   | Silke Kraushaar-Pielach       | Tatjana Hüfner          | Anke Wischnewski                                     |
| 2007/08   | Tatjana Hüfner                | Silke Kraushaar-Pielach | Natalie Geisenberger                                 |
| 2008/09   | Tatjana Hüfner                | Natalie Geisenberger    | Anke Wischnewski                                     |
| 2009/10   | Tatjana Hüfner                | Natalie Geisenberger    | Anke Wischnewski                                     |
| 2010/11   | Tatjana Hüfner                | Natalie Geisenberger    | Anke Wischnewski                                     |
| 2011/12   | Tatjana Hüfner                | Natalie Geisenberger    | Anke Wischnewski                                     |
| 2012/13   | Natalie Geisenberger          | Anke Wischnewski        | Tatjana Hüfner                                       |
| 2013/14   | Natalie Geisenberger          | Alex Gough              | Tatjana Hüfner                                       |
| 2014/15   | Natalie Geisenberger          | Dajana Eitberger        | Tatjana Hüfner                                       |
| 2015/16   | Natalie Geisenberger          | Tatjana Iwanowa         | Tatjana Hüfner                                       |
| 2016/17   | Natalie Geisenberger          | Tatjana Hüfner          | Tatjana Iwanowa                                      |
| 2017/18   | Natalie Geisenberger          | Dajana Eitberger        | Summer Britcher                                      |
| 2018/19   | Natalie Geisenberger          | Julia Taubitz           | Summer Britcher                                      |
| 2019/20   | Julia Taubitz                 | Tatjana Iwanowa         | Wiktorija Demtschenko                                |
| 2020/21   | Natalie Geisenberger          | Julia Taubitz           | Madeleine Egle                                       |
| 2021/22   | Julia Taubitz                 | Madeleine Egle          | Natalie Geisenberger                                 |
| 2022/23   | Julia Taubitz                 | Dajana Eitberger        | Anna Berreiter                                       |
| 2023/24   | Julia Taubitz                 | Anna Berreiter          | Madeleine Egle                                       |
| 2024/25   | Julia Taubitz                 | Madeleine Egle          | Lisa Schulte                                         |

#### Gesamtweltcupsieger im Einsitzer der Männer
| Saison    | Sieger                           | Zweiter             | Dritter                               |
| --------- | -------------------------------- | ------------------- | ------------------------------------- |
| 1977/78   | Anton Winkler                    | Paul Hildgartner    | Manfred Schmid Gerhard Böhmer         |
| 1978/79   | Paul Hildgartner                 | Hansjörg Raffl      | Karl Brunner                          |
| 1979/80   | Ernst Haspinger                  | Karl Brunner        | Georg Fluckinger                      |
| 1980/81   | Ernst Haspinger Paul Hildgartner |                     | Karl Brunner                          |
| 1981/82   | Ernst Haspinger                  | Sergei Danilin      | Michael Walter                        |
| 1982/83   | Paul Hildgartner                 | Sergei Danilin      | Ernst Haspinger                       |
| 1983/84   | Michael Walter                   | Norbert Huber       | Juri Chartschenko                     |
| 1984/85   | Norbert Huber                    | Markus Prock        | Gerhard Sandbichler Wolfgang Schädler |
| 1985/86   | Norbert Huber                    | Johannes Schettel   | Paul Hildgartner                      |
| 1986/87   | Norbert Huber                    | René Friedl         | Markus Prock Paul Hildgartner         |
| 1987/88   | Markus Prock                     | Juri Chartschenko   | Jens Müller                           |
| 1988/89   | Georg Hackl                      | Jens Müller         | Johannes Schettel                     |
| 1989/90   | Georg Hackl                      | Markus Prock        | Norbert Huber                         |
| 1990/91   | Markus Prock                     | Georg Hackl         | Jens Müller                           |
| 1991/92   | Markus Prock                     | Duncan Kennedy      | Georg Hackl                           |
| 1992/93   | Markus Prock                     | Georg Hackl         | Duncan Kennedy                        |
| 1993/94   | Markus Prock                     | Duncan Kennedy      | Georg Hackl                           |
| 1994/95   | Markus Prock                     | Armin Zöggeler      | Jens Müller                           |
| 1995/96   | Markus Prock                     | Armin Zöggeler      | Georg Hackl                           |
| 1996/97   | Markus Prock                     | Jens Müller         | Wilfried Huber                        |
| 1997/98   | Armin Zöggeler                   | Norbert Huber       | Gerhard Gleirscher                    |
| 1998/99   | Markus Prock                     | Georg Hackl         | Jens Müller                           |
| 1999/2000 | Armin Zöggeler                   | Jens Müller         | Georg Hackl                           |
| 2000/01   | Armin Zöggeler                   | Georg Hackl         | Markus Prock                          |
| 2001/02   | Markus Prock                     | Armin Zöggeler      | Georg Hackl                           |
| 2002/03   | Markus Kleinheinz                | Georg Hackl         | Armin Zöggeler                        |
| 2003/04   | Armin Zöggeler                   | Georg Hackl         | David Möller                          |
| 2004/05   | Albert Demtschenko               | Georg Hackl         | Markus Kleinheinz David Möller        |
| 2005/06   | Armin Zöggeler                   | David Möller        | Tony Benshoof                         |
| 2006/07   | Armin Zöggeler                   | David Möller        | Reinhold Rainer                       |
| 2007/08   | Armin Zöggeler                   | David Möller        | Albert Demtschenko                    |
| 2008/09   | Armin Zöggeler                   | David Möller        | Jan Eichhorn                          |
| 2009/10   | Armin Zöggeler                   | Albert Demtschenko  | Felix Loch                            |
| 2010/11   | Armin Zöggeler                   | Felix Loch          | David Möller                          |
| 2011/12   | Felix Loch                       | Andi Langenhan      | David Möller                          |
| 2012/13   | Felix Loch                       | Andi Langenhan      | David Möller                          |
| 2013/14   | Felix Loch                       | Armin Zöggeler      | Dominik Fischnaller                   |
| 2014/15   | Felix Loch                       | Andi Langenhan      | Wolfgang Kindl                        |
| 2015/16   | Felix Loch                       | Wolfgang Kindl      | Christopher Mazdzer                   |
| 2016/17   | Roman Repilow                    | Felix Loch          | Wolfgang Kindl                        |
| 2017/18   | Felix Loch                       | Wolfgang Kindl      | Roman Repilow                         |
| 2018/19   | Semjon Pawlitschenko             | Roman Repilow       | Felix Loch                            |
| 2019/20   | Roman Repilow                    | Dominik Fischnaller | Semjon Pawlitschenko                  |
| 2020/21   | Felix Loch                       | Johannes Ludwig     | Dominik Fischnaller                   |
| 2021/22   | Johannes Ludwig                  | Wolfgang Kindl      | Felix Loch                            |
| 2022/23   | Dominik Fischnaller              | Felix Loch          | Max Langenhan                         |
| 2023/24   | Max Langenhan                    | Kristers Aparjods   | Felix Loch                            |
| 2024/25   | Max Langenhan                    | Nico Gleirscher     | Felix Loch                            |

#### Gesamtweltcupsieger im Doppelsitzer (Männer)
| Saison    | Sieger                               | Zweiter                                   | Dritter                                                    |
| --------- | ------------------------------------ | ----------------------------------------- | ---------------------------------------------------------- |
| 1977/78   | Peter Gschnitzer Karl Brunner        | Hans Brandner Balthasar Schwarm           | Stefan Hölzlwimmer Rudolf Größwang                         |
| 1978/79   | Peter Gschnitzer Karl Brunner        | Georg Fluckinger Karl Schrott             | Hans Brandner Balthasar Schwarm                            |
| 1979/80   | Günther Lemmerer Reinhold Sulzbacher | Georg Fluckinger Karl Schrott             | Peter Gschnitzer Karl Brunner                              |
| 1980/81   | Günther Lemmerer Reinhold Sulzbacher | Hansjörg Raffl Norbert Huber              | Hans Stanggassinger Franz Wembacher                        |
| 1981/82   | Günther Lemmerer Reinhold Sulzbacher | Georg Fluckinger Franz Wilhelmer          | Juri Ejssaks Einars Veikcha                                |
| 1982/83   | Hansjörg Raffl Norbert Huber         | Hans Stanggassinger Franz Wembacher       | Thomas Schwab Wolfgang Staudinger                          |
| 1983/84   | Jörg Hoffmann Jochen Pietzsch        | Georg Fluckinger Franz Wilhelmer          | Hansjörg Raffl Norbert Huber                               |
| 1984/85   | Hansjörg Raffl Norbert Huber         | Georg Fluckinger Franz Wilhelmer          | René Keller Lutz Kühnlenz                                  |
| 1985/86   | Hansjörg Raffl Norbert Huber         | Thomas Schwab Wolfgang Staudinger         | Stefan Ilsanker Georg Hackl                                |
| 1986/87   | Thomas Schwab Wolfgang Staudinger    | Stefan Ilsanker Georg Hackl               | Hansjörg Raffl Norbert Huber                               |
| 1987/88   | Jewgeni Beloussow Alexander Beljakow | Stefan Ilsanker Georg Hackl               | Hansjörg Raffl Norbert Huber Witali Melnik Dmitri Alexejew |
| 1988/89   | Hansjörg Raffl Norbert Huber         | Stefan Krauße Jan Behrendt                | Jörg Hoffmann Jochen Pietzsch                              |
| 1989/90   | Hansjörg Raffl Norbert Huber         | Kurt Brugger Wilfried Huber               | Stefan Ilsanker Georg Hackl                                |
| 1990/91   | Hansjörg Raffl Norbert Huber         | Stefan Krauße Jan Behrendt                | Kurt Brugger Wilfried Huber                                |
| 1991/92   | Hansjörg Raffl Norbert Huber         | Yves Mankel Thomas Rudolph                | Stefan Krauße Jan Behrendt                                 |
| 1992/93   | Hansjörg Raffl Norbert Huber         | Kurt Brugger Wilfried Huber               | Stefan Krauße Jan Behrendt                                 |
| 1993/94   | Stefan Krauße Jan Behrendt           | Markus Schiegl Tobias Schiegl             | Steffen Skel Steffen Wöller                                |
| 1994/95   | Stefan Krauße Jan Behrendt           | Kurt Brugger Wilfried Huber               | Chris Thorpe Gordy Sheer                                   |
| 1995/96   | Stefan Krauße Jan Behrendt           | Yves Mankel Thomas Rudolph                | Chris Thorpe Gordy Sheer                                   |
| 1996/97   | Chris Thorpe Gordy Sheer             | Gerhard Plankensteiner Oswald Haselrieder | Markus Schiegl Tobias Schiegl                              |
| 1997/98   | Mark Grimmette Brian Martin          | Kurt Brugger Wilfried Huber               | Gerhard Plankensteiner Oswald Haselrieder                  |
| 1998/99   | Mark Grimmette Brian Martin          | Markus Schiegl Tobias Schiegl             | Patric Leitner Alexander Resch                             |
| 1999/2000 | Patric Leitner Alexander Resch       | Steffen Skel Steffen Wöller               | Mark Grimmette Brian Martin                                |
| 2000/01   | Steffen Skel Steffen Wöller          | André Florschütz Torsten Wustlich         | Patric Leitner Alexander Resch                             |
| 2001/02   | Patric Leitner Alexander Resch       | Steffen Skel Steffen Wöller               | Markus Schiegl Tobias Schiegl                              |
| 2002/03   | Mark Grimmette Brian Martin          | Patric Leitner Alexander Resch            | Markus Schiegl Tobias Schiegl                              |
| 2003/04   | Patric Leitner Alexander Resch       | André Florschütz Torsten Wustlich         | Christian Oberstolz Patrick Gruber                         |
| 2004/05   | Christian Oberstolz Patrick Gruber   | André Florschütz Torsten Wustlich         | Andreas Linger Wolfgang Linger                             |
| 2005/06   | Patric Leitner Alexander Resch       | Christian Oberstolz Patrick Gruber        | André Florschütz Torsten Wustlich                          |
| 2006/07   | Patric Leitner Alexander Resch       | Christian Oberstolz Patrick Gruber        | Gerhard Plankensteiner Oswald Haselrieder                  |
| 2007/08   | Patric Leitner Alexander Resch       | Christian Oberstolz Patrick Gruber        | Andreas Linger Wolfgang Linger                             |
| 2008/09   | Christian Oberstolz Patrick Gruber   | Patric Leitner Alexander Resch            | Andreas Linger Wolfgang Linger                             |
| 2009/10   | André Florschütz Torsten Wustlich    | Patric Leitner Alexander Resch            | Christian Oberstolz Patrick Gruber                         |
| 2010/11   | Tobias Wendl Tobias Arlt             | Andreas Linger Wolfgang Linger            | Christian Oberstolz Patrick Gruber                         |
| 2011/12   | Andreas Linger Wolfgang Linger       | Tobias Wendl Tobias Arlt                  | Toni Eggert Sascha Benecken                                |
| 2012/13   | Tobias Wendl Tobias Arlt             | Toni Eggert Sascha Benecken               | Peter Penz Georg Fischler                                  |
| 2013/14   | Tobias Wendl Tobias Arlt             | Toni Eggert Sascha Benecken               | Christian Oberstolz Patrick Gruber                         |
| 2014/15   | Toni Eggert Sascha Benecken          | Tobias Wendl Tobias Arlt                  | Andris Šics Juris Šics                                     |
| 2015/16   | Tobias Wendl Tobias Arlt             | Toni Eggert Sascha Benecken               | Peter Penz Georg Fischler                                  |
| 2016/17   | Toni Eggert Sascha Benecken          | Tobias Wendl Tobias Arlt                  | Matt Mortensen Jayson Terdiman                             |
| 2017/18   | Toni Eggert Sascha Benecken          | Tobias Wendl Tobias Arlt                  | Peter Penz Georg Fischler                                  |
| 2018/19   | Toni Eggert Sascha Benecken          | Thomas Steu Lorenz Koller                 | Tobias Wendl Tobias Arlt                                   |
| 2019/20   | Toni Eggert Sascha Benecken          | Tobias Wendl Tobias Arlt                  | Andris Šics Juris Šics                                     |
| 2020/21   | Thomas Steu Lorenz Koller            | Toni Eggert Sascha Benecken               | Tobias Wendl Tobias Arlt                                   |
| 2021/22   | Toni Eggert Sascha Benecken          | Andris Šics Juris Šics                    | Tobias Wendl Tobias Arlt                                   |
| 2022/23   | Tobias Wendl Tobias Arlt             | Toni Eggert Sascha Benecken               | Mārtiņš Bots Roberts Plūme                                 |
| 2023/24   | Thomas Steu Wolfgang Kindl           | Tobias Wendl Tobias Arlt                  | Mārtiņš Bots Roberts Plūme                                 |
| 2024/25   | Tobias Wendl Tobias Arlt             | Mārtiņš Bots Roberts Plūme                | Thomas Steu Wolfgang Kindl                                 |

#### Gesamtweltcupsieger im Doppelsitzer (Frauen)
| Saison  | Sieger                         | Zweiter                               | Dritter                               |
| ------- | ------------------------------ | ------------------------------------- | ------------------------------------- |
| 2021/22 | Luisa Romanenko Pauline Patz   | Jessica Degenhardt Cheyenne Rosenthal | Viktorija Ziediņa Selīna Zvilna       |
| 2022/23 | Andrea Vötter Marion Oberhofer | Selina Egle Lara Kipp                 | Jessica Degenhardt Cheyenne Rosenthal |
| 2023/24 | Andrea Vötter Marion Oberhofer | Jessica Degenhardt Cheyenne Rosenthal | Dajana Eitberger Saskia Schirmer      |
| 2024/25 | Selina Egle Lara Kipp          | Jessica Degenhardt Cheyenne Rosenthal | Chevonne Chelsea Forgan Sophia Kirkby |

### Gesamtweltcupwertung in den Sprintrennen

#### Gesamtweltcupsieger im Sprint der Frauen
| Saison  | Siegerin             | Zweite               | Dritte                |
| ------- | -------------------- | -------------------- | --------------------- |
| 2015/16 | Dajana Eitberger     | Natalie Geisenberger | Summer Britcher       |
| 2016/17 | Natalie Geisenberger | Erin Hamlin          | Tatjana Hüfner        |
| 2017/18 | Natalie Geisenberger | Summer Britcher      | Tatjana Iwanowa       |
| 2018/19 | Natalie Geisenberger | Dajana Eitberger     | Summer Britcher       |
| 2019/20 | Julia Taubitz        | Tatjana Iwanowa      | Wiktorija Demtschenko |
| 2020/21 | Julia Taubitz        | Natalie Geisenberger | Dajana Eitberger      |
| 2021/22 | Julia Taubitz        | Madeleine Egle       | Natalie Geisenberger  |
| 2022/23 | Julia Taubitz        | Dajana Eitberger     | Emily Sweeney         |
| 2023/24 | Julia Taubitz        | Emily Sweeney        | Kendija Aparjode      |

#### Gesamtweltcupsieger im Sprint der Männer
| Saison  | Sieger                       | Zweiter                    | Dritter              |
| ------- | ---------------------------- | -------------------------- | -------------------- |
| 2015/16 | Felix Loch                   | Wolfgang Kindl             | Johannes Ludwig      |
| 2016/17 | Roman Repilow                | Felix Loch                 | Christopher Mazdzer  |
| 2017/18 | Wolfgang Kindl               | Felix Loch Johannes Ludwig |                      |
| 2018/19 | Roman Repilow                | Semjon Pawlitschenko       | Felix Loch           |
| 2019/20 | Roman Repilow                | Semjon Pawlitschenko       | Reinhard Egger       |
| 2020/21 | Kevin Fischnaller Felix Loch |                            | Semjon Pawlitschenko |
| 2021/22 | Wolfgang Kindl               | Dominik Fischnaller        | Roman Repilow        |
| 2022/23 | Dominik Fischnaller          | David Gleirscher           | Jonas Müller         |
| 2023/24 | Max Langenhan                | Felix Loch                 | Kristers Aparjods    |

#### Gesamtweltcupsieger im Sprint der Doppel (bis 2021/22 Männer und Frauen)
| Saison  | Sieger                         | Zweiter                                             | Dritter                        |
| ------- | ------------------------------ | --------------------------------------------------- | ------------------------------ |
| 2015/16 | Matt Mortensen Jayson Terdiman | Toni Eggert Sascha Benecken                         | Peter Penz Georg Fischler      |
| 2016/17 | Toni Eggert Sascha Benecken    | Tobias Wendl Tobias Arlt                            | Matt Mortensen Jayson Terdiman |
| 2017/18 | Andris Šics Juris Šics         | Matt Mortensen Jayson Terdiman                      | Tobias Wendl Tobias Arlt       |
| 2018/19 | Toni Eggert Sascha Benecken    | Thomas Steu Lorenz Koller                           | Andris Šics Juris Šics         |
| 2019/20 | Andris Šics Juris Šics         | Toni Eggert Sascha Benecken                         | Tobias Wendl Tobias Arlt       |
| 2020/21 | Thomas Steu Lorenz Koller      | Andris Šics Juris Šics                              | Toni Eggert Sascha Benecken    |
| 2021/22 | Andris Šics Juris Šics         | Toni Eggert Sascha Benecken                         | Tobias Wendl Tobias Arlt       |
| 2022/23 | Tobias Wendl Tobias Arlt       | Toni Eggert Sascha Benecken                         | Yannick Müller Armin Frauscher |
| 2023/24 | Mārtiņš Bots Roberts Plūme     | Tobias Wendl Tobias Arlt Thomas Steu Wolfgang Kindl |                                |

#### Gesamtweltcupsieger im Sprint der Doppel Frauen
| Saison  | Siegerin                       | Zweite                         | Dritte                           |
| ------- | ------------------------------ | ------------------------------ | -------------------------------- |
| 2022/23 | Andrea Vötter Marion Oberhofer | Selina Egle Lara Kipp          | Anda Upīte Sanija Ozoliņa        |
| 2023/24 | Selina Egle Lara Kipp          | Andrea Vötter Marion Oberhofer | Dajana Eitberger Saskia Schirmer |

### Gesamtsieger im Team- und Staffelweltcup

#### Gesamtsieger im Teamwettbewerb
Der Teamwettbewerb war kein offizieller Bestandteil des Weltcups, wird hier aber aufgeführt, weil er im Rahmen der Weltcup-Wettbewerbe durchgeführt wurde. In den Statistiken wird er jedoch nicht berücksichtigt. Bei diesen Wettkämpfen wurden die Einzelzeiten von je einem Herren- und Fraueneinsitzer sowie einem Doppel addiert.
| Saison  | Sieger      | Zweite                                    | Dritte             |
| ------- | ----------- | ----------------------------------------- | ------------------ |
| 2003/04 | Deutschland | Italien                                   | Österreich         |
| 2004/05 | Deutschland | Italien                                   | Vereinigte Staaten |
| 2005/06 | Italien     | Österreich Deutschland Vereinigte Staaten |                    |
| 2006/07 | Deutschland | Kanada                                    | Vereinigte Staaten |

#### Gesamtsieger im Staffelwettbewerb
Seit der Saison 2007/08 ersetzte der Staffelwettbewerb den Mannschaftswettkampf. Beim Staffelrennen treten nacheinander ein Frauen-Einsitzer, ein Männer-Einsitzer sowie ein Doppelsitzer an, der Start für das Herreneinzel sowie das Doppel erfolgt direkt nach der Freigabe, wenn der vorherige Schlitten das Ziel erreicht hat. Der Staffelwettbewerb war bis 2010 kein offizieller Bestandteil des Weltcups, wird hier auch erst ab der Saison 2010/11, als er ordentlicher Bestandteil des Weltcups wurde, berücksichtigt. Die Saisons außerhalb des Weltcups sind kursiv markiert.
| Saison  | Sieger           | Zweite             | Dritte             |
| ------- | ---------------- | ------------------ | ------------------ |
| 2007/08 | Deutschland      | Vereinigte Staaten | Österreich         |
| 2008/09 | Deutschland      | Österreich         | Vereinigte Staaten |
| 2009/10 | Deutschland      | Österreich         | Kanada             |
| 2010/11 | Deutschland      | Italien            | Russland           |
| 2011/12 | Deutschland      | Kanada             | Russland           |
| 2012/13 | Deutschland      | Italien            | Vereinigte Staaten |
| 2013/14 | Deutschland      | Kanada             | Vereinigte Staaten |
| 2014/15 | Deutschland      | Russland           | Vereinigte Staaten |
| 2015/16 | Deutschland      | Russland           | Vereinigte Staaten |
| 2016/17 | Deutschland      | Lettland           | Russland           |
| 2017/18 | Deutschland      | Österreich         | Kanada             |
| 2018/19 | Deutschland      | Russland           | Lettland           |
| 2019/20 | Italien Russland | –                  | Deutschland        |
| 2020/21 | Deutschland      | Russland           | Lettland           |
| 2021/22 | Deutschland      | Lettland           | Österreich         |
| 2022/23 | Deutschland      | Lettland           | Österreich         |
| 2023/24 | Deutschland      | Österreich         | Vereinigte Staaten |

## Statistik der Weltcup-Gesamtwertung
Berücksichtigt werden nur die Einzel- und Doppelsitzerrennen. Mannschaftswettbewerbe werden zwar im Rahmen der Weltcup-Veranstaltungen durchgeführt, gehören aber nicht zum eigentlichen Weltcup.
Stand: Nach dem Ende der Weltcup-Saison 2024/25

### Bestenlisten
(Nur Ergebnisse der Einzel- und Doppelsitzerwettbewerbe, nicht jedoch der Sprintrennen sowie der Teamwettbewerbe und Staffelrennen)
- Platzierung: Gibt die Reihenfolge der Athleten wieder. Diese wird durch die Anzahl der Weltcupgesamtsiege bestimmt. Bei gleicher Anzahl werden die zweiten Plätze verglichen und anschließend die dritten Plätze.
- Name: Nennt den Namen des Athleten.
- Land: Nennt das Land, für das der Athlet startete.
- von: Das Jahr, in dem der Athlet erstmals unter die ersten Drei der Gesamtwertung fuhr.
- bis: Das Jahr, in dem der Athlet letztmals unter die ersten Drei der Gesamtwertung fuhr.
- Sieger: Nennt die Anzahl der Gesamtweltcupsiege.
- Zweiter: Nennt die Anzahl der zweiten Plätze.
- Dritter: Nennt die Anzahl der dritten Plätze.
- Gesamt: Nennt die Anzahl der Podiumsplatzierungen im Gesamtweltcup.

Fett geschriebene Namen bezeichnen noch aktive Rodler, kursive Namen in der Liste der besten 20 Rodler die im Weltcup sowohl im Einzel wie auch im Doppelsitzer Erfolge verzeichneten.

#### Top 20
| Platz | Name                    | Land               | von  | bis  | Sieger | Zweiter | Dritter | Gesamt |
| ----- | ----------------------- | ------------------ | ---- | ---- | ------ | ------- | ------- | ------ |
| 01.   | Norbert Huber           | Italien            | 1981 | 1998 | 11     | 4       | 3       | 18     |
| 02.   | Armin Zöggeler          | Italien            | 1995 | 2014 | 10     | 4       | 1       | 15     |
| 03.   | Markus Prock            | Österreich         | 1985 | 2002 | 10     | 2       | 2       | 14     |
| 04.   | Natalie Geisenberger    | Deutschland        | 2008 | 2022 | 8      | 4       | 2       | 14     |
| 05.   | Hansjörg Raffl          | Italien            | 1979 | 1993 | 8      | 3       | 2       | 13     |
| 06.   | Felix Loch              | Deutschland        | 2010 | 2025 | 7      | 3       | 5       | 15     |
| 7.    | Tobias Arlt             | Deutschland        | 2011 | 2025 | 6      | 6       | 2       | 14     |
| 7.    | Tobias Wendl            | Deutschland        | 2011 | 2025 | 6      | 6       | 2       | 14     |
| 09.   | Sascha Benecken         | Deutschland        | 2012 | 2023 | 6      | 5       | 1       | 12     |
| 09.   | Toni Eggert             | Deutschland        | 2012 | 2023 | 6      | 5       | 1       | 12     |
| 11.   | Patric Leitner          | Deutschland        | 1999 | 2010 | 6      | 3       | 2       | 11     |
| 11.   | Alexander Resch         | Deutschland        | 1999 | 2010 | 6      | 3       | 2       | 11     |
| 13.   | Silke Kraushaar-Pielach | Deutschland        | 1998 | 2008 | 5      | 6       | 0       | 11     |
| 14.   | Tatjana Hüfner          | Deutschland        | 2006 | 2017 | 5      | 2       | 5       | 12     |
| 15.   | Julia Taubitz           | Deutschland        | 2019 | 2025 | 5      | 2       | 0       | 7      |
| 16.   | Sylke Otto              | Deutschland        | 1995 | 2006 | 4      | 4       | 1       | 9      |
| 17.   | Jan Behrendt            | Deutschland        | 1989 | 1996 | 3      | 2       | 2       | 7      |
| 17.   | Stefan Krauße           | Deutschland        | 1989 | 1996 | 3      | 2       | 2       | 7      |
| 19.   | Paul Hildgartner        | Italien            | 1978 | 1987 | 3      | 1       | 2       | 6      |
| 20.   | Mark Grimmette          | Vereinigte Staaten | 1998 | 2003 | 3      | 0       | 1       | 4      |
| 20.   | Ernst Haspinger         | Italien            | 1980 | 1983 | 3      | 0       | 1       | 4      |
| 20.   | Brian Martin            | Vereinigte Staaten | 1998 | 2003 | 3      | 0       | 1       | 4      |
| 20.   | Angelika Schafferer     | Österreich         | 1978 | 1981 | 3      | 0       | 1       | 4      |

Stand: Nach Saison 2024/25

#### Frauen
| Platz | Name                    | Land        | von  | bis  | Sieger | Zweiter | Dritter | Gesamt |
| ----- | ----------------------- | ----------- | ---- | ---- | ------ | ------- | ------- | ------ |
| 01.   | Natalie Geisenberger    | Deutschland | 2008 | 2022 | 8      | 4       | 2       | 14     |
| 02.   | Silke Kraushaar-Pielach | Deutschland | 1998 | 2008 | 5      | 6       | 0       | 11     |
| 03.   | Tatjana Hüfner          | Deutschland | 2006 | 2017 | 5      | 2       | 5       | 12     |
| 04.   | Julia Taubitz           | Deutschland | 2019 | 2025 | 5      | 2       | 0       | 7      |
| 05.   | Sylke Otto              | Deutschland | 1995 | 2006 | 4      | 4       | 1       | 9      |
| 06.   | Angelika Schafferer     | Österreich  | 1978 | 1981 | 3      | 0       | 1       | 4      |
| 07.   | Gerda Weißensteiner     | Italien     | 1989 | 1998 | 2      | 4       | 0       | 6      |
| 08.   | Ute Oberhoffner-Weiß    | DDR         | 1983 | 1989 | 2      | 1       | 2       | 5      |
| 09.   | Cerstin Schmidt         | DDR         | 1985 | 1987 | 2      | 1       | 0       | 3      |
| 10.   | Julija Antipowa         | Sowjetunion | 1988 | 1990 | 2      | 0       | 1       | 3      |
| 10.   | Susi Erdmann            | Deutschland | 1991 | 1994 | 2      | 0       | 1       | 3      |
| 12.   | Maria-Luise Rainer      | Italien     | 1979 | 1988 | 1      | 4       | 2       | 7      |
| 13.   | Gabriele Kohlisch       | Deutschland | 1987 | 1996 | 1      | 1       | 5       | 7      |
| 14.   | Jana Bode               | Deutschland | 1990 | 1997 | 1      | 1       | 3       | 5      |
| 15.   | Bettina Schmidt         | DDR         | 1980 | 1984 | 1      | 1       | 0       | 2      |
| 16.   | Barbara Niedernhuber    | Deutschland | 1999 | 2005 | 1      | 0       | 5       | 6      |
| 17.   | Andrea Tagwerker        | Österreich  | 1993 | 1997 | 1      | 0       | 2       | 3      |
| 18.   | Regina König            | Deutschland | 1978 | 1978 | 1      | 0       | 0       | 1      |
| 18.   | Steffi Martin           | DDR         | 1984 | 1984 | 1      | 0       | 0       | 1      |
| 18.   | Vera Zozuļa             | Sowjetunion | 1982 | 1982 | 1      | 0       | 0       | 1      |

Stand: Nach Saison 2024/25

#### Einsitzer Männer
| Platz | Name                 | Land           | von  | bis  | Sieger | Zweiter | Dritter | Gesamt |
| ----- | -------------------- | -------------- | ---- | ---- | ------ | ------- | ------- | ------ |
| 01.   | Armin Zöggeler       | Italien        | 1995 | 2014 | 10     | 4       | 1       | 15     |
| 02.   | Markus Prock         | Österreich     | 1985 | 2002 | 10     | 2       | 2       | 14     |
| 03.   | Felix Loch           | Deutschland    | 2010 | 2025 | 7      | 3       | 5       | 15     |
| 04.   | Norbert Huber        | Italien        | 1984 | 1998 | 3      | 2       | 1       | 6      |
| 05.   | Paul Hildgartner     | Italien        | 1978 | 1987 | 3      | 1       | 2       | 6      |
| 06.   | Ernst Haspinger      | Italien        | 1980 | 1983 | 3      | 0       | 1       | 4      |
| 07.   | Georg Hackl          | Deutschland    | 1989 | 2005 | 2      | 7       | 5       | 14     |
| 08.   | Roman Repilow        | Russland       | 2017 | 2020 | 2      | 1       | 1       | 4      |
| 09.   | Max Langenhan        | Deutschland    | 2023 | 2025 | 2      | 0       | 1       | 3      |
| 10.   | Albert Demtschenko   | Russland       | 2005 | 2010 | 1      | 1       | 1       | 3      |
| 10.   | Dominik Fischnaller  | Italien        | 2014 | 2023 | 1      | 1       | 1       | 3      |
| 12.   | Johannes Ludwig      | Deutschland    | 2021 | 2022 | 1      | 1       | 0       | 2      |
| 13.   | Semjon Pawlitschenko | Russland       | 2019 | 2021 | 1      | 0       | 2       | 3      |
| 14.   | Markus Kleinheinz    | Österreich     | 2003 | 2005 | 1      | 0       | 1       | 2      |
| 14.   | Michael Walter       | DDR            | 1982 | 1984 | 1      | 0       | 1       | 2      |
| 16.   | Anton Winkler        | BR Deutschland | 1978 | 1978 | 1      | 0       | 0       | 1      |

Stand: Nach Saison 2024/25

#### Doppelsitzer Männer
| Platz | Name                                 | Land               | von  | bis  | Sieger | Zweiter | Dritter | Gesamt |
| ----- | ------------------------------------ | ------------------ | ---- | ---- | ------ | ------- | ------- | ------ |
| 01.   | Hansjörg Raffl Norbert Huber         | Italien            | 1981 | 1993 | 8      | 2       | 2       | 12     |
| 02.   | Tobias Wendl Tobias Arlt             | Deutschland        | 2011 | 2025 | 6      | 6       | 2       | 14     |
| 03.   | Toni Eggert Sascha Benecken          | Deutschland        | 2012 | 2023 | 6      | 5       | 1       | 12     |
| 04.   | Patric Leitner Alexander Resch       | Deutschland        | 1999 | 2010 | 6      | 3       | 2       | 11     |
| 05.   | Stefan Krauße Jan Behrendt           | Deutschland        | 1989 | 1996 | 3      | 2       | 2       | 7      |
| 06.   | Mark Grimmette Brian Martin          | Vereinigte Staaten | 1998 | 2003 | 3      | 0       | 1       | 4      |
| 07.   | Günther Lemmerer Reinhold Sulzbacher | Österreich         | 1980 | 1982 | 3      | 0       | 0       | 3      |
| 08.   | Christian Oberstolz Patrick Gruber   | Italien            | 2004 | 2014 | 2      | 3       | 4       | 9      |
| 09.   | Peter Gschnitzer Karl Brunner        | Italien            | 1978 | 1980 | 2      | 0       | 1       | 3      |
| 10.   | André Florschütz Torsten Wustlich    | Deutschland        | 2001 | 2010 | 1      | 3       | 1       | 5      |
| 11.   | Steffen Skel Steffen Wöller          | Deutschland        | 1994 | 2002 | 1      | 2       | 1       | 4      |
| 12.   | Georg Fluckinger Franz Wilhelmer     | Österreich         | 1982 | 1985 | 1      | 2       | 0       | 3      |
| 13.   | Andreas Linger Wolfgang Linger       | Österreich         | 2005 | 2012 | 1      | 1       | 3       | 5      |
| 14.   | Thomas Schwab Wolfgang Staudinger    | BR Deutschland     | 1983 | 1987 | 1      | 1       | 1       | 3      |
| 15.   | Thomas Steu Lorenz Koller            | Österreich         | 2019 | 2021 | 1      | 1       | 0       | 2      |
| 16.   | Chris Thorpe Gordy Sheer             | Vereinigte Staaten | 1985 | 1987 | 1      | 0       | 2       | 3      |
| 17.   | Jörg Hoffmann Jochen Pietzsch        | DDR                | 1984 | 1989 | 1      | 0       | 1       | 2      |
| 17.   | Jewgeni Beloussow Alexander Beljakow | Sowjetunion        | 1988 | 1988 | 1      | 0       | 1       | 2      |
| 17.   | Thomas Steu Wolfgang Kindl           | Österreich         | 2024 | 2025 | 1      | 0       | 1       | 2      |

Stand: Nach Saison 2024/25

#### Doppelsitzer Frauen
| Platz | Name                                  | Land               | von  | bis  | Sieger | Zweiter | Dritter | Gesamt |
| ----- | ------------------------------------- | ------------------ | ---- | ---- | ------ | ------- | ------- | ------ |
| 01.   | Andrea Vötter Marion Oberhofer        | Italien            | 2023 | 2024 | 2      | 0       | 0       | 2      |
| 02.   | Selina Egle Lara Kipp                 | Österreich         | 2023 | 2025 | 1      | 1       | 0       | 1      |
| 03.   | Luisa Romanenko Pauline Patz          | Deutschland        | 2022 | 2022 | 1      | 0       | 0       | 1      |
| 04.   | Jessica Degenhardt Cheyenne Rosenthal | Deutschland        | 2022 | 2025 | 0      | 3       | 1       | 4      |
| 05.   | Viktorija Ziediņa Selīna Zvilna       | Lettland           | 2022 | 2022 | 0      | 0       | 1       | 1      |
| 05.   | Dajana Eitberger Saskia Schirmer      | Deutschland        | 2024 | 2024 | 0      | 0       | 1       | 1      |
| 05.   | Chevonne Forgan Sophia Kirkby         | Vereinigte Staaten | 2025 | 2025 | 0      | 0       | 1       | 1      |

Stand: Nach Saison 2024/25

#### Erfolgreichste Vielseiter
In dieser Statistik werden die männlichen Starter aufgeführt, die sich sowohl im Einzel wie auch im Doppelsitzer unter den besten drei der Weltcup-Gesamtwertung im Rennrodeln platzieren konnten. Vor allem in den 1970er und zum Teil auch noch in den 1980er Jahren wurde das parallele Antreten vor allem bei italienischen Athleten praktiziert. So waren Norbert Huber und Hansjörg Raffl zeitweise sowohl im Einzel als auch im Doppelsitzer zur Weltspitze zugehörig. Georg Hackl hingegen fuhr zunächst in der zweiten Hälfte der 1980er Jahre erfolgreich mit Stefan Ilsanker im Doppelsitzer, bevor er sich seit etwa den 1990er Jahren vor allem seiner erfolgreichen Solo-Karriere widmete. Einige Athleten tauchen hier nicht auf. Zum Teil weil sie sich nie in der Gesamtwertung gut genug platzieren konnten, da sie innerhalb einer Saison mit unterschiedlichen Partnern antraten und somit als Teil mehrerer verschiedener Doppel mehrfach in die Wertung eingingen. Anders war es beispielsweise bei Paul Hildgartner der zwar Olympiasieger, Welt- und Europameister sowohl im Einsitzer als auch im Doppelsitzer war, aber seit der Einführung des Weltcups sein Augenmerk vor allem auf den Einsitzer legte. Somit konnte er keine Top-Resultate im Doppelsitzer erreichen. Spätestens seit den 2000er Jahren ist ein gleichmäßig starkes Auftreten in beiden Wettbewerben wegen des engen Programms und der fortschreitenden Spezialisierung kaum mehr möglich, obwohl beide Rennen meist an aufeinander folgenden Tagen stattfinden. Wechsel zwischen Ein- und Doppelsitzer kommen immer wieder vor. So war Patrick Schwienbacher lange auf einem Einsitzer unterwegs, bevor er von 2008 bis zu seinem Karriereende mit Hans Peter Fischnaller ein Doppel bildete. Zuletzt versuchte es beispielsweise der US-Amerikaner Christopher Mazdzer im Einzel und mit seinem Partner aus erfolgreichen Juniorenzeiten Jayson Terdiman im Doppelsitzer, beide Wettbewerbe gleichzeitig zu bestreiten. Zuvor war Mazdzer mehrere Jahre sehr erfolgreich nur im Einzel unterwegs, Terdiman bildete nacheinander zunächst mit Christian Niccum, danach mit Matt Mortensen ein erfolgreiches Doppel.
Erklärung:
Die Zahl gibt die Platzierung an (1. – Erster Platz und so weiter), ES bedeutet Einsitzer, DS bedeutet Doppelsitzer GE bedeutet Gesamt.
| Platz  | Name             | Land        | von  | bis  | 1. ES | 1. DS | 1. GE | 2. ES | 2. DS | 2. GE | 3. ES | 3. DS | 3. GE | Gesamt |
| ------ | ---------------- | ----------- | ---- | ---- | ----- | ----- | ----- | ----- | ----- | ----- | ----- | ----- | ----- | ------ |
| Männer |                  |             |      |      |       |       |       |       |       |       |       |       |       |        |
| 1.     | Norbert Huber    | Italien     | 1981 | 1998 | 3     | 8     | 11    | 2     | 2     | 4     | 1     | 2     | 3     | 18     |
| 2.     | Hansjörg Raffl   | Italien     | 1979 | 1993 | 0     | 8     | 8     | 1     | 2     | 3     | 0     | 2     | 2     | 13     |
| 3.     | Georg Hackl      | Deutschland | 1987 | 2005 | 2     | 0     | 2     | 7     | 2     | 9     | 5     | 1     | 6     | 17     |
| 4.     | Karl Brunner     | Italien     | 1978 | 1981 | 0     | 2     | 2     | 1     | 0     | 1     | 2     | 1     | 3     | 6      |
| 5.     | Georg Fluckinger | Österreich  | 1979 | 1985 | 0     | 1     | 1     | 2     | 2     | 4     | 1     | 0     | 1     | 6      |
| 6.     | Wolfgang Kindl   | Österreich  | 2015 | 2024 | 0     | 1     | 1     | 3     | 0     | 3     | 2     | 1     | 3     | 7      |
| 7.     | Wilfried Huber   | Italien     | 1990 | 1998 | 0     | 0     | 0     | 0     | 4     | 4     | 1     | 1     | 2     | 6      |
| Frauen |                  |             |      |      |       |       |       |       |       |       |       |       |       |        |
| 1.     | Dajana Eitberger | Deutschland | 2014 | 2024 | 0     | 0     | 0     | 3     | 0     | 3     | 0     | 1     | 1     | 4      |

### Nationenwertung
In der Nationenwertung werden nur die Ergebnisse der Einzel- und Doppelsitzerwettbewerbe, nicht jedoch der Sprintweltcups sowie der Teamwettbewerbe und Staffelrennen gewertet.

#### Gesamt
| Platz | Land                                                          | Sieger            | Zweite            | Dritte            | Gesamt              |
| ----- | ------------------------------------------------------------- | ----------------- | ----------------- | ----------------- | ------------------- |
| 1.    | Deutschland (davon DDR) (davon BRD) (davon Gesamtdeutschland) | 68 0(8) 0(5) (55) | 73 0(6) 0(7) (60) | 69 (11) 0(9) (49) | 210 (25) (21) (164) |
| 2.    | Italien                                                       | 34                | 31                | 23                | 88                  |
| 3.    | Österreich                                                    | 21                | 15                | 25                | 61                  |
| 4.    | Russland                                                      | 4                 | 6                 | 9                 | 19                  |
| 5.    | Sowjetunion                                                   | 4                 | 4                 | 5                 | 13                  |
| 6.    | Vereinigte Staaten                                            | 4                 | 3                 | 15                | 22                  |
| 7.    | Kanada                                                        | 0                 | 2                 | 2                 | 4                   |
| 8.    | Lettland                                                      | 0                 | 1                 | 2                 | 3                   |
| 9.    | Liechtenstein                                                 | 0                 | 0                 | 1                 | 1                   |

Für ungleichmäßige Verteilungen bei den Gesamtzahlen siehe die Erklärungen zu den Mehrfachplatzierungen auf einzelnen Rängen bei den Nationenwertungen der jeweils folgenden drei Rodelklassen.
Stand: Nach der Saison 2020/21

#### Frauen
| Platz | Land                                                          | Sieger            | Zweite            | Dritte            | Gesamt             |
| ----- | ------------------------------------------------------------- | ----------------- | ----------------- | ----------------- | ------------------ |
| 1.    | Deutschland (davon DDR) (davon BRD) (davon Gesamtdeutschland) | 39 0(6) 0(1) (32) | 29 0(3) 0(1) (25) | 34 0(7) 0(1) (26) | 102 (16) 0(3) (83) |
| 2.    | Österreich                                                    | 4                 | 4                 | 9                 | 17                 |
| 3.    | Italien                                                       | 3                 | 9                 | 3                 | 15                 |
| 4.    | Sowjetunion                                                   | 3                 | 1                 | 1                 | 5                  |
| 5.    | Vereinigte Staaten                                            | 0                 | 1                 | 4                 | 5                  |
| 6.    | Russland                                                      | 0                 | 2                 | 2                 | 4                  |
| 7.    | Kanada                                                        | 0                 | 1                 | 0                 | 1                  |

1983/84 gab es zwei Gesamtweltcupsiegerinnen, beide aus der DDR, dafür wurde der zweite Rang nicht besetzt. 1977/78 gab es drei, 1991/92 sowie 1993/94 zwei Drittplatzierte.
Stand: Nach der Saison 2024/2025

#### Männer
| Platz | Land                                                          | Sieger            | Zweite            | Dritte            | Gesamt            |
| ----- | ------------------------------------------------------------- | ----------------- | ----------------- | ----------------- | ----------------- |
| 1.    | Italien                                                       | 20                | 10                | 10                | 40                |
| 2.    | Deutschland (davon DDR) (davon BRD) (davon Gesamtdeutschland) | 14 0(1) 0(3) (10) | 23 0(2) 0(1) (20) | 24 0(2) 0(2) (20) | 61 0(5) 0(6) (50) |
| 3.    | Österreich                                                    | 11                | 6                 | 9                 | 24                |
| 4.    | Russland                                                      | 4                 | 2                 | 4                 | 10                |
| 5.    | Sowjetunion                                                   | 0                 | 3                 | 1                 | 4                 |
| 6.    | Vereinigte Staaten                                            | 0                 | 2                 | 3                 | 5                 |
| 7.    | Lettland                                                      | 0                 | 1                 | 0                 | 1                 |
| 8.    | Liechtenstein                                                 | 0                 | 0                 | 1                 | 1                 |

1980/81 gab es zwei Erstplatzierte, beide aus Italien, somit blieb der zweite Rang unbesetzt; 1977/78, 1984/85, 1986/87 und 2004/05 gab es jeweils zwei Rodler auf dem dritten Gesamtrang.
Stand: Nach der Saison 2024/25

#### Doppelsitzer Männer
| Platz | Land                                                          | Sieger            | Zweite            | Dritte            | Gesamt            |
| ----- | ------------------------------------------------------------- | ----------------- | ----------------- | ----------------- | ----------------- |
| 1.    | Deutschland (davon DDR) (davon BRD) (davon Gesamtdeutschland) | 25 0(1) 0(1) (23) | 27 0(1) 0(5) (21) | 18 0(2) 0(6) (10) | 79 0(4) (12) (54) |
| 2.    | Italien                                                       | 12                | 10                | 10                | 32                |
| 3.    | Österreich                                                    | 7                 | 8                 | 10                | 25                |
| 4.    | Vereinigte Staaten                                            | 4                 | 0                 | 4                 | 8                 |
| 5.    | Sowjetunion                                                   | 1                 | 0                 | 3                 | 4                 |
| 6.    | Lettland                                                      | 0                 | 3                 | 4                 | 7                 |

1981/82 gab es zwei Gesamtweltcup-Siegerpaare, beide aus Österreich, der zweite Platz blieb somit unbesetzt; 1983/84 zwei zweitplatzierte Paare, damit blieb Rang drei unbesetzt; 1982/82 und 1987/88 gab es jeweils zwei Doppel auf dem dritten Rang.
Stand: Nach der Saison 2024/25

#### Doppelsitzer Frauen
| Platz | Land               | Sieger | Zweite | Dritte | Gesamt |
| ----- | ------------------ | ------ | ------ | ------ | ------ |
| 1.    | Italien            | 2      | 0      | 0      | 2      |
| 2.    | Deutschland        | 1      | 3      | 2      | 6      |
| 3.    | Österreich         | 1      | 1      | 0      | 2      |
| 4.    | Vereinigte Staaten | 0      | 0      | 1      | 1      |
| 4.    | Lettland           | 0      | 0      | 1      | 1      |

Stand: Nach der Saison 2024/25

#### Teamstaffel
| Platz | Land               | Sieger | Zweite | Dritte | Gesamt |
| ----- | ------------------ | ------ | ------ | ------ | ------ |
| 1.    | Deutschland        | 13     | 1      | 1      | 15     |
| 2.    | Russland           | 1      | 4      | 3      | 8      |
| 3.    | Österreich         | 1      | 2      | 1      | 4      |
| 4.    | Italien            | 1      | 2      | 0      | 3      |
| 5.    | Lettland           | 0      | 4      | 3      | 7      |
| 6.    | Kanada             | 0      | 2      | 1      | 3      |
| 7.    | Vereinigte Staaten | 0      | 0      | 5      | 5      |

2019/20 gewannen Italien und Russland punktgleich.
Stand: Nach der Saison 2024/25